# A B... e Outras Estórias
A B.... e Outras Estórias é um álbum de piadas do humorista brasileiro Jô Soares. O álbum, que foi lançado em formato LP de 12 polegadas pelo selo K-Tel, vinha com um selo que dizia "ATENÇÃO: venda proibida a menores de 18 anos".

## Faixas
- Todas as faixas compostas por Jô Soares.

Lado A
1. O Vampiro
2. Mini Biografia
3. Peg-Leve
4. A Propaganda
Lado B
5. A Propaganda (Continuação)
6. É Sexo Meu Bem É Sexo
7. Ser Pai
8. A B...